# Blanket on the Ground
"Blanket on the Ground" is een nummer van de Amerikaanse zangeres Billie Jo Spears. Het verscheen op haar album gelijknamige album uit 1975. In januari van dat jaar werd het uitgebracht als de tweede en laatste single van het album.

## Achtergrond
"Blanket on the Ground" is geschreven door Roger Bowling en geproduceerd door Larry Butler. Het nummer wordt gezongen vanuit het oogpunt van een vrouw van middelbare leeftijd, die kijkt naar het maanlicht en zich herinnert hoe zij met haar man de liefde bedreef toen zij nog jong waren. Zij vraagt aan hem of ze dit weer zouden kunnen doen en of zij dit, net zoals in hun jeugd, op een deken op de grond kunnen doen.
"Blanket on the Ground" werd een wereldwijde hit. In de Amerikaanse Billboard Hot 100 kwam het weliswaar niet hoger dan plaats 78, maar in dit land bereikte het wel de nummer 1-positie in de hitlijst Hot Country Songs. In het Verenigd Koninkrijk presteerde de single beter met een zesde plaats in de UK Singles Chart. In Nederland kwam het respectievelijk tot de dertiende en vijftiende plaats in de Top 40 en de Nationale Hitparade, terwijl in Vlaanderen plaats 21 in een voorloper van de Ultratop 50 werd gehaald.

## Hitnoteringen

### Nederlandse Top 40
| Hitnotering: 06-09-1975 t/m 11-10-1975 | Hitnotering: 06-09-1975 t/m 11-10-1975 | Hitnotering: 06-09-1975 t/m 11-10-1975 | Hitnotering: 06-09-1975 t/m 11-10-1975 | Hitnotering: 06-09-1975 t/m 11-10-1975 | Hitnotering: 06-09-1975 t/m 11-10-1975 | Hitnotering: 06-09-1975 t/m 11-10-1975 | Hitnotering: 06-09-1975 t/m 11-10-1975 |
| Week                                   | 1                                      | 2                                      | 3                                      | 4                                      | 5                                      | 6                                      |                                        |
| -------------------------------------- | -------------------------------------- | -------------------------------------- | -------------------------------------- | -------------------------------------- | -------------------------------------- | -------------------------------------- | -------------------------------------- |
| Nummer                                 | 33                                     | 14                                     | 13                                     | 19                                     | 34                                     | 40                                     | uit                                    |

### Nationale Hitparade
| Hitnotering: 13-09-1975 t/m 04-10-1975 | Hitnotering: 13-09-1975 t/m 04-10-1975 | Hitnotering: 13-09-1975 t/m 04-10-1975 | Hitnotering: 13-09-1975 t/m 04-10-1975 | Hitnotering: 13-09-1975 t/m 04-10-1975 | Hitnotering: 13-09-1975 t/m 04-10-1975 |
| Week                                   | 1                                      | 2                                      | 3                                      | 4                                      |                                        |
| -------------------------------------- | -------------------------------------- | -------------------------------------- | -------------------------------------- | -------------------------------------- | -------------------------------------- |
| Nummer                                 | 20                                     | 15                                     | 15                                     | 27                                     | uit                                    |

### NPO Radio 2 Top 2000
| Nummer met noteringen in de NPO Radio 2 Top 2000 | '00  | '01  | '02 | '03  | '04  | '05  |
| ------------------------------------------------ | ---- | ---- | --- | ---- | ---- | ---- |
| Blanket on the Ground                            | 1546 | 1356 | -   | 1923 | 1667 | 1871 |

1. ↑  Een '-' betekent dat het nummer niet was genoteerd en een vetgedrukt getal geeft de hoogste notering aan.
2. ↑  2000 was het eerste jaar met een notering voor dit nummer.
3. ↑  Deze tabel is bijgewerkt tot en met de laatste editie (2024).